# دانیل مندز
دانیل مندز (به پرتغالی: Daniel Freire Mendes) مهاجم اهل برزیل است که در شهر سائوپائولو و در تاریخ ۱۸ ژانویهٔ ۱۹۸۱ به دنیا آمده‌است.
دانیل مندز در تیم‌های فوتبال Botafogo سابقهٔ حضور دارد.